# Robert Schulz (Politiker, Juli 1900)

Robert Schulz (Porträtfoto im Reichstagshandbuch 1938)

Robert Schulz (* 28. Juli 1900 in Pyritz; † 26. November 1974 in Dahlenburg) war ein SS-Brigadeführer im Nationalsozialismus und Mitglied des Reichstages.

## Leben und Wirken
Schulz wurde 1900 in Pyritz als Sohn eines Schneidermeisters geboren. Er besuchte von 1906 bis 1914 die Knaben-Volksschule in Pyritz und machte anschließend eine Lehre zum Konditor. Nach deren Abschluss nahm er ab Mai 1918 in den Infanterie-Regimentern 147 und 148 am Ersten Weltkrieg teil. Nach Kriegsende beteiligte er sich mit dem Korps Niemeyer und dem Grenzschutz Ost an Grenzkämpfen in Ostpreußen. Nach seiner Entlassung aus dem Heeresdienst im Juli 1920 war er bis Oktober 1923 teils arbeitslos, teils als Landarbeiter und Konditorgehilfe tätig.
Als Jugendlicher war Schulz 1916 dem antisemitischen Reichshammerbund beigetreten. Ab 1919 gehörte er dem Deutschvölkischen Schutz- und Trutzbund an.
Im März 1922 wechselte er zur NSDAP; im Oktober gleichen Jahres wurde er Mitglied der SA. Schulz war Gründer der NSDAP-Ortsgruppen in Harburg und Tilsit und trat ab 1923 für die Partei als Redner auf. Im Oktober 1923 gab er seinen Beruf auf und wurde Mitglied im Freikorps Roßbach. Nach dem vorübergehenden Verbot der Partei trat er der NSDAP im Mai 1925 erneut bei (Mitgliedsnummer 3.654). Im Oktober 1925 wechselte er von der SA zur SS (SS-Nummer 392). Von Oktober 1925 bis September 1926 war Schulz Gaugeschäftsführer und Stellvertreter des Gauleiters für Mecklenburg, Friedrich Hildebrandt. Zwischenzeitlich als Konditor in Lübeck tätig, wurde Schulz im Mai 1927 stellvertretender Gauleiter in Pommern. Er begründete im Januar 1929 die NS-Wochenzeitung Die Diktatur, die in Pommern herausgegeben wurde.
Bei der Wahl im September 1930 erhielt er ein Mandat im Reichstag (Wahlkreis 6 – Pommern), das er auch nach der Machtübertragung an die Nationalsozialisten bis zum Ende des NS-Regimes 1945 behielt. Ab November 1933 war er Führer des SD-Abschnitts Pommern; 1936 wurde er zum Führer des SD-Oberschnitts Nord mit Sitz in Stettin befördert. Im Januar 1936 wurde Schulz Landeshauptmann der Provinz Pommern in Stettin. Ein Disziplinarverfahren wegen als SS-schädigend eingestuften Alkoholmissbrauchs hatte im Juli 1937 seine Degradierung vom Oberführer zum Standartenführer zur Folge. Im April 1939 wurde Schulz erneut zum SS-Oberführer befördert.
Nach dem deutschen Überfall auf Polen wurde Schulz im September 1939 in der besetzten Stadt Posen mit dem Aufbau der sogenannten Gauselbstverwaltung beauftragt. Seit Oktober 1939 war er Gauamtsleiter für Kommunalpolitik im Reichsgau Wartheland und nebenamtlich bis April 1941 Gaustabsamtsleiter unter Wahrnehmung der Geschäfte des stellvertretenden Gauleiters. Von April 1940 bis 1945 war er Gauhauptmann von Wartheland und ab Mai 1940 als Führer beim Stab des SS-Oberabschnitts Warthe tätig. Im November 1940 meldete sich Schulz freiwillig zur Wehrmacht, wo er als Unteroffizier der Reserve in einem Lehrregiment eingesetzt wurde. In der SS wurde Schulz zuletzt im April 1942 zum Brigadeführer befördert. In der Endphase des Zweiten Weltkriegs ordnete Heinrich Himmler im März 1945 an, dass Schulz im Entschärfen von Bomben ausgebildet werden und sofort zum Einsatz kommen solle.
Nach dem Ende des NS-Regimes arbeitete Schulz bis 1965 als Verwaltungsbeamter und wohnte bis zum März 1967 in Barsinghausen. Anschließend zog er nach Dahlenburg, wo er im November 1974 verstarb. Wenige Jahre vor seinem Tod wurde gegen ihn wegen der Ermordung geistig Behinderter in den Heilanstalten Tiegenhof, Treskau, Kosten, Wartha und Schrimm ermittelt. Das Verfahren wurde aber erst neun Tage nach seinem Tod eröffnet.